# Lazarillo de Tormes
(Lazarillo de Tormes, I, 20)

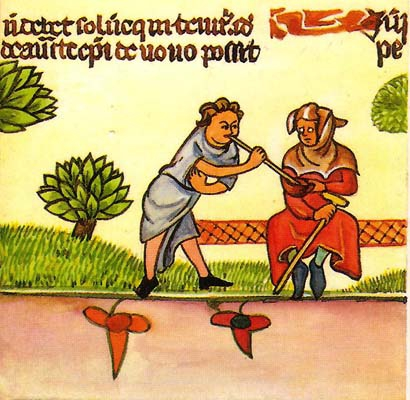
Lazarillo y el Ciego (XIV secolo).

La vida de Lazarillo de Tormes y de sus fortunas y adversidades, più conosciuto come Lazarillo de Tormes (in italiano spesso scritto come Lazzarino da Tormes o Lazzarino di Tormes), è un romanzo spagnolo di autore anonimo, la cui edizioni più antiche conosciute sono datate al 1554. Scritto in prima persona sotto forma di un'unica lunga lettera, in esso è narrata la vita di un ragazzo, Lazzaro di Tormes, nel contesto del XVI secolo, a partire dalla sua nascita e dalla sua infanzia infausta fino al suo matrimonio, già in età adulta.
Il Lazarillo de Tormes è considerato precursore della novella picaresca, per via di alcune sue caratteristiche come il realismo, il racconto in prima persona, la struttura itinerante, il mettersi al servizio di diversi padroni, l'ideologia moralizzante e il pessimismo.
Ritratto ironico e spietato della società del suo tempo, della quale sono descritti i vizi e le ipocrisie (specie del clero e dei suoi seguaci), vi sono diverse ipotesi sul suo autore. Si tratta probabilmente di un simpatizzante delle idee dell'erasmismo, che attinge alla tradizione popolare e realistica dei fabliaux medievali: questo indusse l'Inquisizione a vietarne la pubblicazione nel 1559, per poi riconsentirla molto tempo dopo; difatti, l'opera non venne ripubblicata integralmente fino al XIX secolo.
Nel 1620 lo scrittore spagnolo Juan de Luna pubblicò la seconda parte di Lazarillo de Tormes.

## Edizioni e data di composizione
Sono conservate quattro prime edizioni distinte dell'opera, tutte quali del 1554, stampate rispettivamente a Burgos, Alcalá de Henares, Anversa (queste ultime rimandano ad uno stesso testo e la versione di Alcalá presenta consistenti aggiunte) e infine quella scoperta più recentemente, nel 1992, a Medina del Campo.
Dell'edizione di Anversa si conservano sette copie distinte, mentre ce n'è solo una di ciascuna delle altre tre. La copia scoperta più recentemente è quella di Medina del Campo, che apparve nel 1992, murata in una casa del la Plaza de Nuestra Señora de Soterraño a Badajoz, località pacense di Barcarrota.
Ciononostante, è molto probabile che esistesse un'edizione più antica, del 1553 o 1552, il cui successo avrebbe prodotto le quattro successive edizioni tra loro contemporanee.
Le affinità dell'opera con l'erasmismo renderebbe ipotizzabile la composizione già nel 1525.

## Attribuzione

### Juan de Ortega
Nel corso del tempo sono state avanzate diverse ipotesi riguardo l'autore del Lazarillo de Tormes. Nel 1605 il frate José de Sigüenza dell'ordine di San Girolamo attribuì la paternità dell'opera ad un altro frate girolamino, Juan de Ortega:
(F. José de Sigüenza, Historia de la Orden de San Jerónimo)
All'epoca della pubblicazione del Lazarillo de Tormes, Juan de Ortega era priore generale dei girolamini, cosa che spiegherebbe il motivo per cui il libro paia privo d'autore. L'attribuzione al frate Juan de Ortega e la condizione di anonimato, necessaria per via della condizione di priore generale dell'Ordine, fu difesa con fermezza dall'ispanista francese Marcel Bataillon, le cui teorie furono accolte anche dal giornalista José Delfín Val.

### Diego Hurtado de Mendoza
Nel 1607, all'interno del catalogo di scrittori spagnoli, il Catalogus Clarorum Hispaniae scriptorum, che fu redatto per il fiammingo Valerio Andres Taxandro, si legge che Diego Hurtado de Mendoza «compose [...] il libro d'intrattenimento chiamato Lazarillo de Tormes». Altri autori del XVII secolo, così come il Dizionario delle Autorità dell'Accademia Reale Spagnola (1726-1739), menzionano questa attribuzione, che ebbe una certa fortuna, soprattutto nel XIX secolo. Nel marzo del 2010, apparve in un articolo in cui si diceva che la paleografa Mercedes Agullò avesse scoperto in una delle carte di Diego Hurtado de Mendoza la frase «Un fascicolo di correzioni fatte per la stampa di Lazarillo e Propaladia», che la portò a scrivere un libro postulando «un'ipotesi seria sopra l'attribuzione del Lazarillo, che, corroborata da altre prove e circostanze, tende solidamente nella direzione di Don Diego».

### I fratelli Valdés
Verso la fine del XIX secolo, un articolo dell'ispanista Alfred Morel-Fatio (Recherches sur “Lazarillo de Tormes”), la cui proposta fu sviluppata in seguito da Manuel J. Asensio (su La intención religiosa del “Lazarillo de Tormes” y Juan de Valdés), mette in relazione l'autore del Lazarillo de Tormes con il circolo erasmista dei fratelli Valdés. Seguendo questa ipotesi, l'opera è stata attribuita a Juan de Valdés, o a suo fratello Alfonso de Valdés. Quest'ultima tesi si rafforzò ulteriormente nel 2002, grazie alle scoperte della professoressa Rosa Navarro Duràn, che si basa soprattutto sul confronto dell'opera con i dialoghi conosciuti di Alfonso de Valdés, il Diálogo de Mercurio y Carón e il Diálogo de las cosas acaecidas en Roma.
L'attribuzione dell'opera a Juan de Valdés è sostenuta anche dal ricercatore toledano Mariano Calvo López, secondo il quale sarebbe stata pubblicata 25 anni dopo esser stata scritta; in seguito, Juan de Valdés fu perseguitato dall'Inquisizione e dovette scappare in Italia, col risultato che andò perduta l'identità del manoscritto stampato presso la tipografia di Miguel de Eguía. Calvo basa la sua tesi sullo studio delle ambientazioni toledane che appaiono nella novella, concludendo che l'autore, pur conoscendo bene Toledo, non era originario della città stessa. Secondo Calvo, l'opera fu scritta da Juan de Valdés presso quello che oggi è chiamato il Palacio de Munárriz, tra l'agosto del 1525 e il febbraio del 1526. Questa ipotesi è stata difesa persino da José María Martínez in un articolo in cui appoggia questa proposta in con argomenti linguistici, ideologici e propriamente.

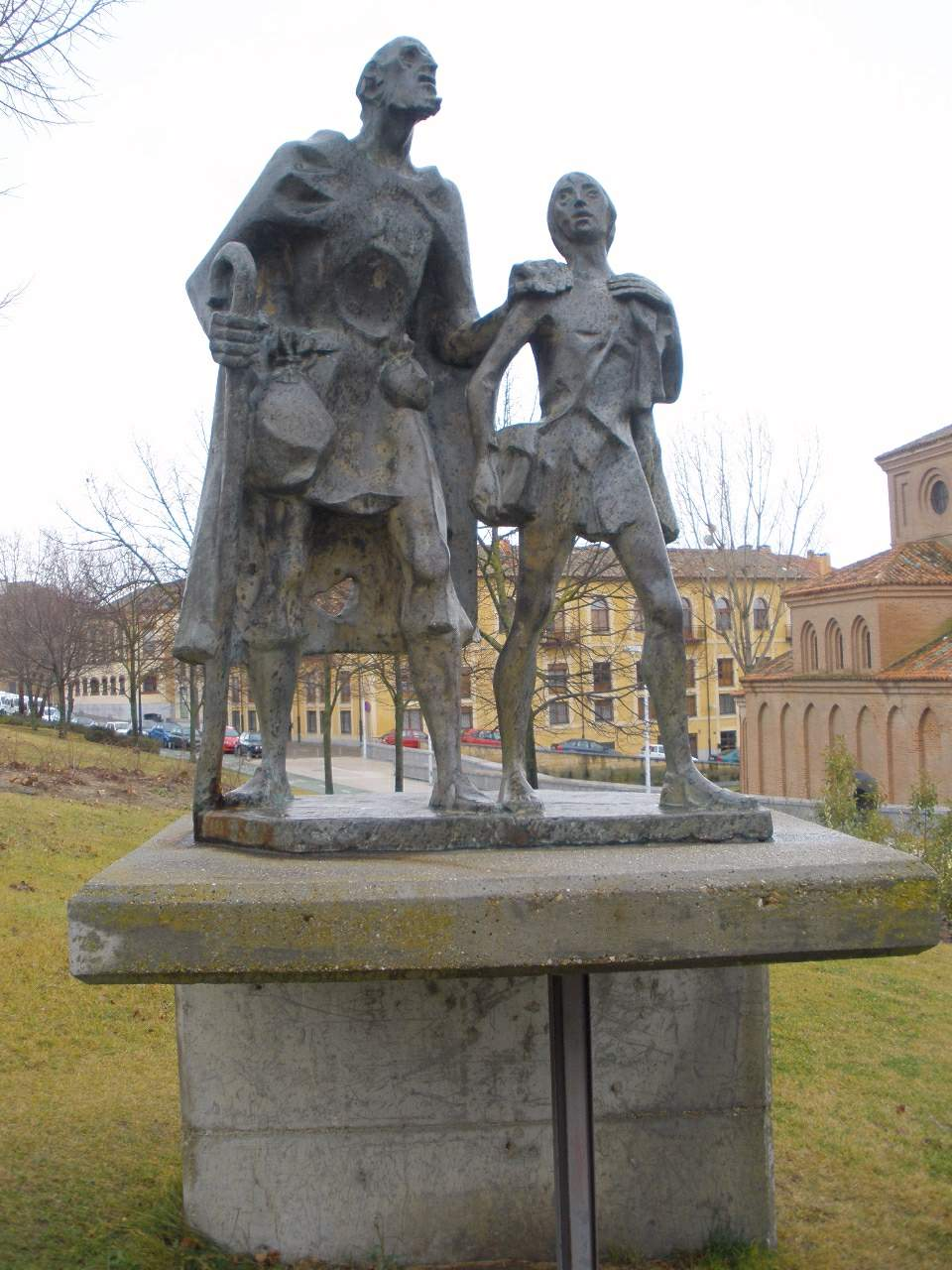
Monumento al "Lazarillo di Tormes" (opera di Agustín Casillas), gruppo statuario situato a Salamanca.

## Genere
Si tratta di una novella di formazione e picaresca, con una struttura apparentemente semplice, in realtà molto complessa. È un romanzo epistolare, in quanto si tratta di una lettera destinata a «Vossignoria», narrazione che implica qualcuno con una condizione sociale superiore, motivata da «el caso», un fatto del quale ha sentito parlare, e di cui chiede spiegazione a Lazzaro, parte coinvolta nella questione («scrive di scriverle e raccontare la vicenda per esteso», Prologo, [10]). In questo modo, pare essere una specie di confessione di Lazzaro e il personaggio un alto dignitario ecclesiastico, forse l'arcivescovo di Toledo, che avrebbe sentito le strane voci che circolano sulla controversa condotta sessuale dell'arciprete di San Salvador, come veniamo a sapere alla fine del libro, secondo cui l'arciprete sarebbe l'amante della moglie di Lazzaro.

## Struttura e trama
Il romanzo è scritto in forma autobiografica: è il protagonista che parla, narrando le proprie avventure in modo quasi cronachistico, senza commenti o riflessioni d'ordine morale. La figura di Lazarillo, antieroe per eccellenza, e le sue vicende sconclusionate riflettono l'incertezza che regnava nella Spagna di Carlo V, soggetta a una grave crisi economica e caratterizzata da squilibri sociali.
Il giovane è un vagabondo che si serve di mille espedienti per procurarsi da vivere; sempre in viaggio, sempre affamato, non disdegna di servirsi di mezzi illeciti pur di sbarcare il lunario. Di volta in volta, presta i suoi servizi a un mendicante cieco, a un prete avaro, a uno scudiero squattrinato, a un frate mercedario, a un frate che commercia bolle papali, a un pittore di strada, a un capo sbirro, a un cappellano e alla fine a un arciprete, per cui fa il banditore di vini. Di quest'ultimo sposa la serva, le cui grazie continuerà a condividere con il padrone.

## Adattamenti cinematografici
- El Lazarillo de Tormes (1925, Spagna, perso), di Floriá Rey, con Manuel Alvarez;
- Lazarillo de Tormes (1959), film ispano-italiano di César Fernández Ardavin, vincitore dell'Orso d'oro al Festival di Berlino;
- Lazares tavgadasavali (1973, Georgia) di Rezo Khotivari, con Gega Kobakhidze;
- I picari (1987), di Mario Monicelli, con Giancarlo Giannini, Enrico Montesano, Vittorio Gassman e Nino Manfredi;
- Lázaro de Tormes (2001, Spagna), di Fernando Fernán Gómez, con Rafael Álvarez;
- Il tuttofare (2018) di Valerio Attanasio, con Sergio Castellitto, Elena Sofia Ricci, Guglielmo Poggi e Clara Alonso.[18]

## Edizioni italiane
- Lazarillo de Tormes, traduzione di Ferdinando Carlesi, Firenze, Lumachi, 1907. URL consultato il 5 marzo 2023.
  -  Lazarillo de Tormes, traduzione di Ferdinando Carlesi, Lanciano (CH), Carabba, 1917, SBN CUB0670037.
- Lazarillo de Tormes, in traduzione di Alfredo Giannini, Roma, Formiggini, 1929, SBN RAV0233366.
- Lazarillo de Tormes, in Narratori spagnoli, traduzione di Gianfranco Contini, a cura di Carlo Bo, Milano, Bompiani, 1944, SBN UBO0140207.
- Lazarillo de Tormes, traduzione di Elena Raja, Torino, UTET, 1951, SBN NAP0744425.
- Lazarillo de Tormes, in Romanzi picareschi, traduzione di Fernando Capecchi, Firenze, Sansoni, 1953.
- La vita di Lazarillo de Tormes, traduzione di Antonio Gasparetti, introduzione di Roberto Paoli, BUR, BUR, 1988 [comprende anche le due seconde parti]  [Milano, Rizzoli, 1960], ISBN 88-17-16650-2.
- Lazarillo de Tormes, traduzione di Clemente Fusero, Milano, Dall'Oglio, 1961, SBN SBL0528056.
- Lazarillo de Tormes, in Narratori picareschi spagnoli del Cinque-Seicento, a cura di Alberto Del Monte, Milano, Vallardi, 1965, SBN FER0054223.
- Lazzarillo de Tormes, traduzione di e adattamento di Giuseppe Mercurio, Milano, Signorelli, 1964, SBN LO11096195.
- Lazarillo de Tormes, traduzione di Rosa Rossi, I Classici della Letteratura, n. 13, Roma, Editori Riuniti, 1967, SBN MOD0143091.
  -  Lazarillo de Tormes, collana UEF.I Classici, traduzione di Rosa Rossi, introduzione di Manuel Vásquez Montalbán, 4ª ed., Milano, Feltrinelli, 2009, SBN URB0893483.
- Le avventure di Lazarillo de Tormes, traduzione di Silvio Pizzorno, Firenze, Bemporad, 1930, SBN CFI0391034.
  -  Le avventure di Lazarillo de Tormes, traduzione di Silvio Pizzorno, Giunti-Bemporad-Marzocco, 1969, SBN SBL0096506.
- Lazarillo de Tormes, nota introduttiva e traduzione di Vittorio Bodini, a cura di Oreste Macrì; e un saggio di Francisco Rico, Gli Struzzi, Einaudi, 1992  [collana "Centopagine" n. 20, Torino, 1972], ISBN 88-06-12847-7.
- Lazarillo de Tormes, a cura di Gilberto Greco, I grandi libri, Milano, Garzanti, 1990, ISBN 88-11-58421-3.
- Lazarillo de Tormes, a cura di Antonio Gargano, Letteratura universale, Venezia, Marsilio, 2017, ISBN 978-88-317-2676-4.
- Lazarillo de Tormes, traduzione di Angelo Valastro Canale, a cura di Francisco Rico, Biblioteca, n. 702, Milano, Adelphi, 2019, ISBN 978-88-459-3434-6.
- Lazarillo de Tormes, introduzione e traduzione di Mario Sigfrido Metalli, Edizione del Giano, n. 24, Roma, Ianua, 1988, SBN UTO1211520.